# 克卜勒-19c
克卜勒-19c是環繞著克卜勒-19的一顆系外行星。

## 發現
這顆行星是從調查先前發現的系外行星：克布勒-19b的資料中發現的。由於第一顆行星軌道週期的變化是受到另一顆行星的引力影響，因此附近應該還有一顆行星，才會造成每次的凌日週期有5分鐘的改變。

## 外部連結
- Ames research 12:21